# Danh sách sự kiện hư cấu trong Tam quốc diễn nghĩa
Tiểu thuyết "Tam quốc diễn nghĩa" về cơ bản dựa trên chính sử "Tam quốc chí" tiểu thuyết hóa. Các học giả đều thống nhất nhận định rằng "Tam quốc diễn nghĩa" sử dụng thủ pháp "bảy thực ba hư" (ngoài 7 phần sự thực thì có thêm 3 phần hư cấu để tăng thêm tính hấp dẫn), tác giả dựa trên các sự kiện chính của lịch sử, thu nạp các giai thoại, nhiều sự kiện lịch sử và hư cấu đan xen lẫn nhau, làm tăng độ hấp dẫn của truyện. Với tài năng của La Quán Trung, "Tam quốc diễn nghĩa" trở nên một tác phẩm dã sử có sức ảnh hưởng cực lớn đối với nền văn học Trung Hoa nói chung, với thể loại truyện dã sử nói riêng.
Bắt đầu từ Phong trào Ngũ Tứ, trong giới nghiên cứu văn học giả cũng hình thành phong trào "phản truyền thống", đặc biệt đối chiếu với "Tam quốc chí" để xem xét lại các nhân vật chính diện truyền thống như Lưu Bị, Quan Vũ, Gia Cát Lượng. Tiêu biểu với Hồ Thích, Lỗ Tấn thuộc "phái cách tân", giới nghiên cứu đã tìm cách so sánh, đối chiếu với các sử liệu như "Tam quốc chí", "Hậu Hán thư", "Tư trị thông giám" và "Tư trị thông giám cương mục", để làm rõ chân thực lịch sử, giải thích những hiểu lầm truyền thống do sức ảnh hưởng của "Tam quốc diễn nghĩa".
Mặc dù vậy, các học giả vẫn đồng thuận rằng, xét về độ gần sát với sự thực lịch sử nhất, trong các tác phẩm dã sử nổi tiếng nhất của văn học Trung Hoa, "Tam quốc diễn nghĩa" chỉ xếp sau Đông Chu liệt quốc, xếp trên Tùy Đường diễn nghĩa.
Dưới đây là danh sách những sự kiện hư cấu trong "Tam quốc diễn nghĩa" đã được các nhà nghiên cứu chỉ ra.

## Danh sách
| Thứ tự | Hư cấu trong Tam quốc diễn nghĩa | Sự kiện có thật trong lịch sử |
| ------ | --- | --- |
| 1      | Trương Giác được "Nam Hoa lão tiên" tặng cuốn sách "Thái Bình yêu thuật" | Trương Giác dùng Đạo giáo tụ tập được nhiều tín đồ. "Nam Hoa lão tiên" là nhân vật hư cấu dựa trên Trang Tử (sống vào thế kỷ thứ 4 TCN), người được cho là tác giả Nam Hoa kinh |
| 2      | Lưu bị, Quan Vũ, Trương Phi kết nghĩa vườn đào | Sử sách chỉ nói ba người ngủ cùng giường, tình như anh em và Trương Phi nhận Quan Vũ làm anh. |
| 3      | Quan Vũ rèn nên Thanh long đao, Trương Phi rèn Bát xà mâu | Sử sách không ghi chép gì về binh khí của họ. Cổ kim đao kiếm lục ghi Quan Vũ lấy sắt từ núi Võ Đô rèn nên 2 thanh kiếm |
| 4      | Quan Vũ và Trương Phi ra trận chém chết các tướng "giặc khăn vàng" như Trình Viễn Chí, Đặng Mậu... | Trình Viễn Chí, Đặng Mậu, Tôn Trọng... đều là nhân vật hư cấu |
| 5      | Thái thú Thanh Châu là Cung Cảnh cầu viện Lưu Yên, anh em Lưu Quan Trương đi cứu viện thái thú Đại Châu là Lưu Khôi | Cung Cảnh, Lưu Khôi là nhân vật hư cấu |
| 6      | Trương Phi muốn giết Đổng Trác khi đánh Khăn Vàng nhưng Lưu Bị không cho | Tôn Kiên muốn giết Đổng Trác khi đánh Hàn Toại nhưng Trương Ôn không đồng ý |
| 7      | Trương Phi say rượu đánh Đốc bưu | Lưu Bị đánh Đốc bưu |
| 8      | Tào Tháo ám sát Đổng Trác, sau khi thất bại thì giả vờ hiến Thất tinh đao rồi bỏ trốn | Trác phong chức cho Tào Tháo, Tháo không nhận, rời bỏ kinh đô về quê chiêu mộ trai tráng |
| 9      | Tào Tháo bị truy nã vì mưu giết Đổng Trác, Trần Cung bắt được nhưng thả ra và đi theo Tháo | Tào Tháo bị bắt nhầm vì tưởng là đinh tráng trốn binh dịch. Một công tào đã thuyết phục Huyện lệnh Trung Mâu thả ông ra |
| 10     | Tào Tháo sát hại cả nhà Lã Bá Sa, rồi quay lại giết nốt Bá Sa, khiến Trần Cung căm ghét và rời bỏ Tháo | Trần Cung không đi cùng Tào Tháo. Tháo đến nhà họ Lã không gặp, rồi giết người |
| 11     | Tào Tháo phát hiệu triệu chư hầu | Kiều Mạo phát hiệu triệu chư hầu. Tào Tháo chỉ mới tụ tập được đội quân nhỏ, theo dưới trướng Trương Mạo |
| 12     | 17 lộ chư hầu đánh Đổng Trác, có Mã Đằng tham gia. | 11 chư hầu đánh Đổng Trác. Mã Đằng kết minh với Đổng Trác cùng đánh chư hầu Sơn Đông |
| 13     | Đại tướng của Đổng Trác là Hoa Hùng liên tiếp đánh bại chư hầu, giết Pháo Trung, Du Thiệp, Phan Phụng. Tào Tháo rót rượu cho Quan Vũ ra trận, Vũ chém chết Hùng về thì rượu vẫn còn nóng                                                                        | Hoa Hùng chỉ là tiểu tướng của Hồ Chẩn, bị quân của Tôn Kiên bắt được và giết chết. Quan Vũ không tham gia liên minh đánh Đổng Trác. Tào Tháo chỉ đi theo dưới cờ Trương Mạo, không phải chỉ huy. Các tướng chư hầu bị Hoa Hùng "chém chết" đều là hư cấu |
| 14     | Trong trận Hổ Lao Quan, Lã Bố liên tiếp đánh bại các tướng chư hầu là Mục Thuận, Phương Duyệt, Vũ An Quốc, nhưng bị Trương Phi, Quan Vũ, Lưu Bị vây đánh, phải rút lui                                                                                          | Lưu Quan Trương không tham gia liên minh đánh Đổng Trác Trận Hổ Lao không có thật, các tướng bị Lã Bố giết là nhân vật hư cấu. Điển tích "Tam anh chiến Lữ Bố" chỉ là dân gian hư cấu. |
| 15     | Triệu Vân đâm chết Khúc Nghĩa, cứu Công Tôn Toản | Khúc Nghĩa là tướng giỏi của Viên Thiệu, giúp Thiệu đánh bại Công Tôn Toản, vì kiêu ngạo nên bị Thiệu giết |
| 16     | Mã Siêu đâm chết Lý Mông và bắt sống Vương Phương khi mới 17 tuổi | Sử sách không đề cập, thay vào đó chỉ chép một sự kiện khác là Mã Siêu trực tiếp dẫn quân Tây Lương đánh tan quân Quách Viên, Cao Cán trong trận sông Phần |
| 17     | Vương Doãn dùng Điêu Thuyền làm mỹ nhân liên hoàn kế | Điêu Thuyền là tên một nhân vật hư cấu, Vương Doãn xúi giục Lã Bố giết Đổng Trác vì trước đó Lã Bố tư thông với tiện thiếp của Đổng Trác (không rõ tiện thiếp đó có phải tên là Điêu Thuyền hay không) |
| 18     | Lã Bố yêu Điêu Thuyền nên bị Đổng Trác phi kích ở Phụng Nghi Đình | Lã Bố tư thông với một tiện thiếp (không rõ tên) của Đổng Trác và bị Đổng Trác phi kích vì việc khác |
| 19     | Tôn Kiên giấu ngọc tỷ, rút về Giang Đông nên bị Lưu Biểu chặn đánh bắn chết | Hán Đế có nhiều ngọc tỷ, không chỉ một. Tôn Kiên và Lưu Biểu xung đột vì anh em họ Viên ghét nhau, Kiên là thuộc hạ Viên Thuật, còn Biểu về phe Viên Thiệu. |
| 20     | Điển Vi khỏe mạnh, một tay dựng cột cờ lớn trong trại Tào Tháo | Điển Vi giữ cột cờ khi còn phục vụ Trương Mạo |
| 21     | Hỏa Đức Tinh Quân đến đốt nhà My Trúc, vì thương Trúc là người đoan chính nên báo trước để ông dời đi | Truyền thuyết ghi trong "Sưu thần ký" (搜神記) do Can Bảo (干寶) viết năm 350 |
| 22     | Viên Thuật bị Tào Tháo ví như "xương khô trong mả" khi uống rượu luận anh hùng với Lưu Bị ở Hứa Xương | Người ví Viên Thuật như "xương khô trong mả" là Khổng Dung. Khi Đào Khiêm muốn bàn giao Từ châu cho Lưu Bị, Lưu Bị không dám nhận mà tiến cử Viên Thuật. Đào Khiêm liền hỏi ý kiến Khổng Dung, Khổng Dung chê Thuật không thể đảm đương bằng nhận xét này. |
| 23     | Trần Cung bày mưu phóng hỏa đốt thành Bộc Dương, khiến Tào Tháo suýt mất mạng | Dựa trên diễn biến có thật trong Chiến dịch Duyện châu, Lã Bố dùng mưu của Trần Cung đánh bại quân Tào, đốt cháy doanh trại và khiến Tào Tháo suýt bị bắt sống |
| 24     | Hạ Hầu Đôn bị tướng của Lã Bố là Tào Tính bắn trúng mắt, rút tên nuốt con ngươi rồi đâm chết Tính | Hạ Hầu Đôn bị thương trong chiến trận, mất một mắt nên quân Tào gọi là "Manh Hạ Hầu" (Hạ Hầu đui), không có chuyện rút tên nuốt con ngươi. Tào Tính xuất hiện trong Anh hùng ký của Vương Xán, không rõ mất năm nào |
| 25     | Trong trận Hạ Phì, Trần Cung khuyên Lã Bố ra ngoài thành đóng tạo thế ỷ giốc, Bố lại nghe lời vợ là Nghiêm thị nên không đi | Nghiêm thị là nhân vật hư cấu, vợ con Lã Bố không được ghi tên trong sử sách |
| 26     | Sau khi quân Tào thắng Lã Bố, Quan Vũ quì xuống xin Tào Tháo tha cho Trương Liêu | Quan Vũ cầu xin Tào Tháo cho lấy Đỗ thị (mẹ của Tần Lãng). Trương Liêu và Tang Bá tự đến hàng Tào sau khi Lã Bố bị hành quyết |
| 27     | Tào Tháo giả vờ định tự sát sau khi ngựa giẫm nát ruộng lúa, sau cắt tóc thay thủ cấp. Quân Tào hết lương, Tháo hỏi "mượn đầu" quan giữ lương là Vương Hậu để trấn an lòng quân                                                                                 | Không có trong sử sách. Vương Hậu là nhân vật hư cấu |
| 28     | Lưu Bị thua trận chạy lạc, gặp thợ săn là Lưu An. An bí mật giết vợ, làm thịt đãi Lưu Bị | Lưu An là nhân vật hư cấu. Việc quân đội của Lưu Bị từng bị hết lương thực, phải ăn thịt người là sự kiện có thật và được ghi chép trong "Anh Hùng Ký" (英雄記) của Vương Xán (王粲), tuy nhiên sách không nói rõ Lưu Bị có phải ăn thịt người hay không |
| 29     | Quan Vũ bị vây ở thành Hạ Bì, ra ba điều kiện với Trương Liêu để hàng Tào, trong đó có điều kiện: nếu biết Lưu Bị ở đâu thì nhất định Quan Vũ sẽ bỏ Tào Tháo đi tìm Lưu Bị                                                                                      | Quan Vũ bị bắt và hàng Tào, sử sách không ghi ông đưa ra điều kiện gì, ít lâu sau Tào Tháo sai Trương Liêu tới dò xét, Quan Vũ mới nói với Trương Liêu là nếu biết Lưu Bị ở đâu thì nhất định ông sẽ bỏ đi tìm Lưu Bị. Như vậy, việc này diễn ra sau khi Quan Vũ bị Tào Tháo bắt chứ không phải trước đó. |
| 30     | Tào Tháo tặng ngựa Xích Thố của Lã Bố ngày xưa cho Quan Vũ, Vũ tạ ơn | Ngựa Xích Thố của Lã Bố là có thật. Nhưng Quan Vũ chưa từng sở hữu hay cưỡi ngựa Xích Thố. |
| 31     | Viên Thiệu mang 70 vạn quân ra trận Quan Độ, Tào Tháo có 7 vạn | Không rõ số quân hai bên, chỉ chắc chắn quân Viên Thiệu đông hơn nhiều nhưng không thể tới 70 vạn quân. |
| 32     | Văn Xú đánh bại Trương Liêu, Từ Hoảng, nhưng bị Quan Vũ chém chết | Văn Xú bị quân Tào đánh bại và giết chết, không rõ là ai giết |
| 33     | Quan Vũ qua năm ải chém sáu tướng | Sử sách chỉ chép Quan Vũ về với Lưu Bị chứ không ghi chép cụ thể hành trình và diễn biến. Lúc đó cả Tào Tháo và Quan Vũ đều đang ở doanh trại tiền tuyến, không ở Hứa Xương. Sáu viên tướng bị Vũ giết đều là nhân vật hư cấu |
| 34     | Quan Vũ thu nhận Châu Thương, nhận Quan Bình làm con nuôi | Châu Thương là nhân vật hư cấu không có thật trong sử sách, Quan Bình là con trai trưởng của Quan Vũ |
| 35     | Quan Vũ chém Sái Dương ở Cổ thành sau 3 hồi trống (trước trận Quan Độ) | Lưu Bị giết Sái Dương sau trận Quan Độ |
| 36     | Triệu Vân giết Bùi Nguyên Thiệu, chiếm núi làm sơn tặc, sau gặp lại Lưu Bị | Bùi Nguyên Thiệu là nhân vật hư cấu. Triệu Vân đã lén theo Lưu Bị từ khi Bị đang ở nhờ Viên Thiệu, hàng ngày Vân lén lút đi chiêu mộ nhân sĩ cho Bị mà Viên Thiệu không hề hay biết. |
| 37     | Tôn Sách chém Vu Cát và bị Vu Cát ám ảnh phát bệnh chết | Tôn Sách bị gia nhân của Hứa Cống ám sát |
| 38     | Thủ lĩnh sơn tặc ở Giang Hạ, là Trương Vũ cưỡi ngựa Đích Lư đấu với Triệu Vân, bị đâm chết. Đầu lĩnh khác là Trần Tôn đuổi theo cướp lại ngựa, bị Trương Phi giết. Vân dâng Đích Lư cho Lưu Bị                                                                  | Trương Vũ, Trần Tôn là nhân vật hư cấu |
| 39     | Sái Mạo muốn ám sát Lưu Bị, Bị cưỡi ngựa Đích Lư nhảy qua suối chạy thoát | Truyện Thế ngữ, không được ghi trong chính sử |
| 40     | Trình Dục theo lệnh của Tào Tháo giả mạo thư của mẹ Từ Thứ | Mẹ Từ Thứ bị bắt trong trận Trường Bản, tự nguyện viết thư gọi con |
| 41     | Từ Thứ ra đi đã vòng lại để tiến cử Gia Cát | Từ Thứ và Gia Cát cùng phục vụ Lưu Bị một thời gian tuy vậy, điển tích Ba lần đến lều tranh là sự kiện lịch sử |
| 42     | Gia Cát Lượng bày kế cho Lưu Bị hỏa thiêu gò Bác Vọng | Lưu Bị tự đốt Bác Vọng trước khi có Gia Cát |
| 43     | Gia Cát Lượng hỏa thiêu Tân Dã | Trận Tân Dã không có thật |
| 44     | My phu nhân trao A Đẩu cho Triệu Vân và tử tiết, Cam phu nhân tự chạy thoát | Triệu Vân cứu mẹ con Cam phu nhân ở Tràng Bản |
| 45     | Triệu Vân một thương một ngựa tung hoành trong quân Tào, đâm chết nhiều tướng Tào (bộ tướng của Tào Tháo là Hạ Hầu Ân, bộ tướng của Tào Nhân là Thuần Vu Đạo, bộ tướng của Tào Hồng là Yến Minh, bộ tướng Hạ Hầu Đôn là Chung Tấn và Chung Thân), và cả Cao Lãm | Các "tướng Tào" bị Vân giết đều là nhân vật hư cấu, Cao Lãm không rõ năm mất |
| 46     | Trương Phi hét lớn, khiến tướng Hạ Hầu Kiệt sợ vỡ mật, chết ở cầu Trường Bản | Trương Phi đứng án ngữ cầu, hò hét dọa địch rồi sau đó đốt cầu, quân Tào không ai dám qua sông và cũng không ai chết cả. Hạ Hầu Kiệt là nhân vật hư cấu. |
| 47     | Gia Cát Lượng đối đáp với quần nho Đông Ngô | Gia Cát Lượng chỉ sang Đông Ngô để đề nghị liên minh |
| 48     | Ngô quốc thái nhắc Tôn Quyền gọi Chu Du theo lời dặn của Tôn Sách | Tôn Sách chết mà sử không chép là dặn dò gì, bản thân Ngô quốc thái chỉ là nhân vật hư cấu |
| 49     | Tào Tháo có 83 vạn quân trong trận Xích Bích | Số quân Tào chỉ khoảng 22 vạn |
| 50     | Gia Cát Lượng mượn bài phú Đài Đồng Tước của Tào Thực để khích Chu Du đánh trận Xích Bích | Sau trận Xích Bích (207), Tào Tháo mới cho xây đài (xong 210), 2 năm sau Tào Thực mới làm bài phú (212). |
| 51     | Chu Du lừa Tưởng Cán trong trận Xích Bích | Chu Du chối từ Tưởng Cán sau trận Xích Bích |
| 52     | Gia Cát Lượng dùng "thuyền cỏ mượn tên", thu hàng vạn mũi tên của Tào Tháo trước trận Xích Bích | Tôn Quyền dùng thuyền hứng mũi tên của Tào Tháo trong trận Nhu Tu năm 213 |
| 53     | Chu Du, Gia Cát Lượng bàn mưu kế, cùng viết chữ "hỏa" trong lòng bàn tay | Hoàng Cái thấy thuyền quân Tào neo sát lại cùng nhau, nên hiến kế hỏa công cho Chu Du |
| 54     | Hoàng Cái dùng kế khổ nhục, Hám Trạch khi dâng thư trá hàng phải đấu trí với Tào Tháo | Việc gửi thư trá hàng của Hoàng Cái lập tức được Tào Tháo tin theo, không cần phải bày kế khổ nhục và cũng không cần Hám Trạch phải đấu trí với Tào Tháo |
| 55     | Bàng Thống hiến kế liên hoàn trong trận Xích Bích | Bàng Thống không tham gia trận Xích Bích |
| 56     | Khổng Minh lập đàn cầu gió đông | Đây chỉ là sự hư cấu của La Quán Trung |
| 57     | Trên đường rút chạy sau khi thua trận Xích Bích, Tào Tháo cười 3 lần, chê Chu Du Gia Cát Lượng kém, mỗi lần đều bị phục binh do Gia Cát sắp đặt sẵn đổ ra đánh tơi bời.                                                                                         | Tào Tháo sau khi chạy thoát mới cười, Lưu Bị đã phái binh truy kích nhưng không kịp. |
| 58     | Đường Hoa Dung, Quan Vũ tha Tào Tháo | Lưu Bị chặn đánh Tào Tháo ở Hoa Dung nhưng không kịp, Tào Tháo chạy thoát. |
| 59     | Khổng Minh thừa cơ chiếm cả Giang Lăng, Tương Dương từ tay Tào Nhân, nẫng tay trên của Chu Du khiến Chu Du phát uất thổ máu | Tào Nhân vẫn giữ thành Tương Dương (thời Tam Quốc, Ngụy chưa từng mất nơi này), còn Chu Du chiếm được Giang Lăng năm 209 |
| 60     | Lưu Bị đánh quận Linh Lăng, Lưu Độ sai con trai là Lưu Hiền cùng tướng Hình Đạo Vinh chống trả. Lưu Hiền bị bắt, Hình Đạo Vinh bị giết, Lưu Độ đầu hàng | Lưu Hiền và Hình Đạo Vinh là nhân vật hư cấu |
| 61     | Triệu Vân đi đánh quận Quế Dương, hiệu úy Bào Long và Trần Ứng (vốn là thợ săn từng giết được 2 con hổ) chống cự, bị Vân dễ dàng đâm chết | Trần Ứng, Bào Long là nhân vật hư cấu |
| 62     | Quan Vũ dẫn 500 quân đánh quận Trường Sa, quyết đấu với Hoàng Trung | Trận Trường Sa không có thật, thái thú Hàn Huyền đầu hàng không đánh. |
| 63     | Thái thú Trường Sa là Hàn Huyền bị Ngụy Diên giết chết vì định giết Hoàng Trung | Ngụy Diên thuyết phục được Hoàng Trung kích động các tướng sĩ không theo lệnh của Hàn Huyền, khiến Hàn Huyền buộc phải đầu hàng |
| 64     | Thái Sử Từ bị Trương Liêu bắn trọng thương rồi chết trong Trận Hợp Phì (209) | Thái Sử Từ bệnh chết năm 206 |
| 65     | Lỗ Túc theo lệnh Tôn Quyền và Chu Du đi "đòi Kinh châu"; Lưu Bị và Gia Cát Lượng trả ơn xương máu của người Giang Đông bằng cách chấp nhận ký giấy "mượn Kinh châu"                                                                                             | Lưu Bị và Gia Cát Lượng phải thỉnh cầu Tôn Quyền để được bàn giao Giang Lăng, đánh đổi nửa quận Giang Hạ của Lưu Kỳ mới mất mà có |
| 66     | Chu Du lập kế giả vờ gả em gái Tôn Quyền cho Lưu Bị, Gia Cát Lượng giao cho Triệu Vân 3 túi cẩm nang để đi theo bảo vệ Bị, biến giả thành thật | Hôn nhân giữa Lưu Bị và Tôn phu nhân là hôn nhân chính trị. Chu Du đúng là đã từng hiến kế cho Tôn Quyền giữ Lưu Bị lại Đông Ngô, dùng mỹ nhân lung lạc, và ly cách với Quan Vũ, Trương Phi, nhưng Quyền không đồng ý. |
| 67     | "Ngô Quốc thái" cùng "Kiều quốc lão" đến chùa xem rể hiền (Lưu Bị) | Ngô phu nhân là nhân vật lịch sử có thật (vợ Tôn Kiên), "Ngô quốc thái" (em của Ngô phu nhân) là nhân vật hư cấu, không có thật. "Kiều quốc lão" (cha của nhị Kiều) lúc đó đã mất từ lâu |
| 68     | Tôn Quyền sai Giả Hoa đem quân mai phục, định ám sát Lưu Bị, Bị cầu xin "Ngô quốc thái" | Giả Hoa là nhân vật hư cấu, "Ngô quốc thái" cũng là nhân vật hư cấu |
| 69     | Chu Du chết vì bị Khổng Minh chọc tức 3 lần, trước khi chết còn uất ức than rằng: Trời đã sinh Du sao còn sinh Lượng | Chu Du ốm chết, không phải do Gia Cát Lượng chọc tức, và sử sách không đề cập đến chuyện than thở gì. |
| 70     | Mã Siêu xuất thân ba đời danh gia vọng tộc | Ông nội Mã Siêu là Mã Túc mắc tội bị đày đến Lũng Tây. Túc bần hàn, phải lấy vợ người rợ Khương và sinh ra Mã Đằng. Đằng làm tiều phu, sau tòng quân, rồi làm phản cùng Hàn Toại cát cứ Tây Lương |
| 71     | Mã Siêu cất quân báo thù cha | Mã Siêu khởi binh chống Tào khi cha đang trong tay Tào. Mặt khác, Tào Tháo là người chủ động khai chiến chứ không phải là Mã Siêu Sau khi Mã Siêu bị đánh bại, Tào Tháo mới xử tử cả nhà Mã Đằng. |
| 72     | Mã Siêu và Bàng Đức chiếm được Trường An từ tay Chung Do | Hoàn toàn không có thật |
| 73     | Mã Siêu đánh bại Vu Cấm, Trương Cáp, đâm chết Lý Thông | Hoàn toàn không có thật, Lý Thông chết bệnh. |
| 74     | Tào Tháo bị Mã Siêu truy đuổi đến nỗi phải cắt râu, vất áo, được Tào Hồng cứu | Không có thật, chuyện tương tự xảy ra khi Tào Tháo đang ngồi thuyền sang sông sau đại quân thì bị tập kích, nhưng Tào Tháo vẫn bình tĩnh an toàn trên thuyền |
| 75     | Hứa Chử cởi trần đánh Mã Siêu | Sử ghi Mã Siêu muốn trước trận bắt lấy Tào Tháo, nhưng thấy Hứa Chử đứng cạnh hộ vệ thì không dám ra tay |
| 76     | Hàn Toại và Mã Đằng thân thiết như anh em, Toại giúp Mã Siêu trả thù cha, sau bị trúng kế ly gián của Tào Tháo, bị Siêu chặt đứt cánh tay, thành phế nhân | Toại và Đằng ban đầu chia nhau Tây Lương, sau tranh giành lãnh thổ, giết hại vợ con của nhau. Siêu nhận Toại làm cha, khởi quân chống Tào khi Đằng đang ở trong tay Tháo. Sau khi Mã Siêu đại bại, Hàn Toại tiếp tục chống cự quân Tào, sau bị thủ hạ làm phản, cắt đầu đem nộp |
| 77     | Tuân Du lo sợ bị Tào Tháo giết, uống thuốc độc chết | Tuân Du ốm chết trên đường ra trận, lúc sống được Tào Tháo vô cùng quí trọng, khi ốm được thế tử Tào Phi đến hầu hạ, quì lạy |
| 78     | Bàng Thống bị Trương Nhiệm bắn chết ở gò Lạc Phượng, sau đó Gia Cát Lượng bắt Trương Nhiệm | Bàng Thống chết ở Lạc Thành, Lưu Bị tự chiếm Lạc Thành bắt Trương Nhiệm. |
| 79     | Trương Phi đốt đuốc đánh Mã Siêu, Gia Cát Lượng dụ hàng Mã Siêu | Hoàn toàn không có thật, Mã Siêu bỏ vợ con và Bàng Đức ở chỗ Trương Lỗ, dẫn quân vào Tây Xuyên theo Lưu Bị |
| 80     | Gia Cát Lượng bày kế khích lão tướng Hoàng Trung và Nghiêm Nhan | Quân do Lưu Bị chỉ huy, Pháp Chính làm quân sư, Gia Cát Lượng ở lại Thành Đô. Hoàng Trung không rõ năm sinh, nên không xác định được lúc đó bao nhiêu tuổi |
| 81     | Nghiêm Nhan chém chết Hạ Hầu Đức, cháu của Hạ Hầu Uyên. Hoàng Trung chém chết Hàn Hạo, em trai của thái thú Trường sa Hàn Huyền | Hạ Hầu Đức là nhân vật hư cấu. Hàn Hạo không phải là em của Hàn Huyền, Hạo có công lớn giúp Tào Tháo đặt ra chính sách đồn điền để giải quyết việc thiếu quân lương, được phong Liệt hầu, không rõ năm mất. |
| 82     | Hoàng Trung chém Hạ Hầu Uyên làm 2 mảnh | Hạ Hầu Uyên và con trai là Hạ Hầu Vinh cùng chết trong đám loạn quân, không rõ có phải Hoàng Trung chém hay không |
| 83     | Quân Mã Siêu diễu võ dương oai, đánh thắng quân Tào trong chiến dịch Hán Trung | Quân Trương Phi và Mã Siêu bị Tào Hồng và Tào Hưu chặn ở ải Dương Bình, không tiến được |
| 84     | Từ Hoảng không nghe lời phó tướng Vương Bình, thua trận đổ lỗi, Vương Bình bỏ theo Lưu Bị | Không có chuyện Từ Hoảng thua trận. Vương Bình và nhiều tướng sĩ Tào Ngụy vì thiếu lương thực nên đầu hàng quân Thục |
| 85     | Tào Tháo dụ hàng Ngụy Diên, bị bắn gãy răng | Không có thật |
| 86     | Tôn Quyền bắt giam gia quyến Gia Cát Cẩn - anh của Gia Cát Lượng, gây sức ép buộc Lưu Bị trả 3 quận Trường Sa, Linh Lăng và Quế Dương | Tôn Quyền tập kích phía nam Kinh châu, chiếm 3 quận Linh Lăng, Quế Dương, Trường Sa chứ không hề bắt giam gia đình Cẩn. Bản thân Cẩn chưa hề sang Thục gặp Lượng gì cả. |
| 87     | Quan Vũ một đao tới hội với Lỗ Túc năm 215, khinh rẻ tướng Ngô như trẻ nít | Hai bên gặp mặt nói chuyện ngoài trận, Quan Vũ đuối lý. Quan Vũ dọa mang binh qua sông, thấy có Cam Ninh nên không dám, đóng quân bên khe nước |
| 88     | Quan Vũ đánh chiếm được Tương Dương lần thứ hai năm 219 | Trong trận Tương Dương-Phàn Thành (219), Quan Vũ không chiếm được Tương Dương (Tào Nguỵ chưa hề mất Tương Dương lần nào). |
| 89     | Bàng Đức xin theo Vu Cấm làm tiên phong, mang theo quan tài thề sống chết với Quan Vũ | Bàng Đức cùng Tào Nhân đi dẹp loạn rồi về đóng tại Phàn Thành |
| 90     | Hoa Đà cạo xương chữa thuốc cho Quan Vũ | Thầy thuốc cạo xương cho Quan Vũ là người khác. Hoa Đà không thể chữa cho Quan Vũ vào năm 219 vì đã bị Tào Tháo giết trước năm 208. Sử ghi khi con Tào Tháo là Tào Xung chết vào năm Kiến An thứ 13 (208), Tháo đã hối hận vì đã giết Hoa Đà. |
| 91     | Quan Vũ khơi dòng nước, dìm chết 7 đạo quân | Mưa to bất thường khiến nước sông Hán Thủy dâng cao, tạo ra lũ lụt. Đây là thiên tai chứ không phải do Quan Vũ khơi dòng sông. |
| 92     | Bàng Đức không biết bơi, bị Châu Thương bắt sống | Châu Thương là nhân vật hư cấu |
| 93     | Quan Vũ bị giải đến Kiến Nghiệp, không chịu hàng, chửi mắng Tôn Quyền | Quan Vũ bị bắt và hành quyết ngay tại chỗ |
| 94     | Châu Thương tự tử, Xích Thố bỏ ăn chết theo chủ, Phan Chương đoạt Thanh long đao | Châu Thương là nhân vật hư cấu, Xích Thố chưa bao giờ thuộc về Quan Vũ, Thanh long đao không có thật |
| 95     | Lã Mông bị Quan Vũ hiện hồn ám dẫn đến phát bệnh chết | Lã Mông có bệnh từ trước và chết sau khi chiếm Kinh châu. Đó chỉ là sự hư cấu của tác giả La Quán Trung. |
| 96     | Đầu lâu Quan Vũ trợn mắt mở miệng khiến Tào Tháo kinh hoàng | Không có thật |
| 97     | Tào Tháo do kinh sợ, tái phát bệnh nhức đầu, giết Hoa Đà năm 220 | Khi Tào Xung chết (năm 208), Tháo hối hận vì đã giết Hoa Đà |
| 98     | Tào Thực làm "bài thơ bảy bước" | Bài thơ do La Quán Trung sáng tác cho Tào Thực, Tào Phi chưa từng định ép chết Tào Thực, chỉ là phong tước rồi bắt dọn đi nơi khác mà thôi. |
| 99     | Lưu Bị có 75 vạn quân trong trận Di Lăng | Quân Thục chỉ có 4 vạn, ít hơn cả quân Ngô (5 vạn) |
| 100    | Quan Hưng, Trương Bào tranh nhau làm tiên phong, anh dũng đi đầu lập công giết các tướng Ngô là: Đàm Hùng (bộ tướng của Tôn Hoàn), Thôi Vũ (bộ tướng của Chu Nhiên), Hạ Tuân (bộ tướng của Hàn Đương), Chu Bình (em trai của Chu Thái)                          | Các "tướng Ngô" bị Hưng và Bào giết đều là nhân vật hư cấu. Quan Hưng, Trương Bào chỉ là quan văn, đều chết yểu, chưa bao giờ ra trận |
| 101    | Cam Ninh bị Sa Ma Kha bắn chết trong trận Di Lăng (222), 1 đàn quạ bay đến phủ kín thi thể | Không có thật. "Kiến Khang Thực lục" của Hứa Tung (thời nhà Đường) chép rằng Cam Ninh mất vào mùa đông năm 215-216 (6-7 năm trước trận Di Lăng). |
| 102    | Hoàng Trung tham gia chiến dịch đánh Ngô, bị trọng thương rồi chết | Hoàng Trung bệnh chết |
| 103    | Quan Hưng được sự giúp sức của hồn ma Quan Vũ giết chết Phan Chương, đoạt lại Thanh long đao | Quan Hưng là quan văn, không ra trận, chết trước Phan Chương. Thanh long đao là vũ khí hư cấu không có thật |
| 104    | Triệu Vân đến cứu giá Lưu Bị, đâm chết Chu Nhiên | Triệu Vân chưa kịp tham chiến và chết trước Chu Nhiên |
| 105    | Lục Tốn đuổi theo Lưu Bị, bị lạc vào thạch trận của Gia Cát, được Hoàng Thừa Ngạn cứu | Không có thật |
| 106    | Sau trận Di Lăng có kẻ phao tin Lưu Bị đã chết, Tôn phu nhân trầm mình xuống sông tự vẫn | Không có thật |
| 107    | Gia Cát Lượng dẫn binh vào rừng thiêng nước độc bắt "Man vương Mạnh Hoạch" | Các thủ lãnh cuộc nổi dậy ở vùng Nam Trung đều là người Hán: Cao Định (xưng vương ở Việt Huề) và Ung Khải (hậu duệ Hợp hương hầu Ung Xỉ). Sau khi Khải yếu thế mới liên kết với Mạnh Hoạch (đầu mục quận Ích Châu), Hoạch không phải "Man vương", các nhân vật khác như Mạnh Ưu, Mạnh Tiết, Chúc Dung phu nhân, Ngột Đột Cốt, Đái Lai Động chúa, Mộc Lộc đại vương, Đóa Tư đại vương đều là hư cấu. |
| 108    | Từ Hoảng đến đánh Mạnh Đạt, bị Đạt bắn vào trán chết. | Từ Hoảng chết già trên giường bệnh. |
| 109    | Hạ Hầu Mậu bất tài nhưng vì là phò mã nên được tin dùng, cầm đại quân chống Gia Cát Lượng, liên tiếp thua to, bị bắt. Lượng không thèm giết, thả ra nhưng Mậu xấu hổ không dám về, đi trốn ở với người rợ                                                       | Ngay khi nghe tin quân Thục sắp xâm lăng, Tào Duệ đã triệu hồi Hạ Hầu Mậu về kinh, và đích thân khởi giá ra Trường An chống giặc. Mậu sống sung sướng ở kinh thành đến cuối đời, không ra trận bao giờ. Lần duy nhất trong đời Mậu gặp nguy hiểm là khi bất hoà với công chúa. |
| 110    | Gia Cát Lượng mắng chết Vương Lãng ngoài mặt trận thời Tào Duệ | Hai người chỉ thư từ thời Tào Phi, Vương Lãng iết thư dụ hàng nhưng Gia Cát Lượng kiên quyết bác bỏ trong thư trả lời. |
| 111    | Gia Cát Lượng cho người đón mẹ Khương Duy ở huyện Ký để buộc Khương Duy về hàng | Mẹ Khương Duy vẫn ở Nguỵ, viết thư gọi con về Khương Duy không chịu về |
| 112    | Lão tướng Triệu Vân ra trận giết chết Hàn Đức và bốn người con của Đức | Hàn Đức và các con đều là nhân vật hư cấu, được tác giả tạo ra để tâng bốc nhân vật Triệu Vân |
| 113    | Gia Cát Lượng dùng "Không thành kế". Khi đó quân Thục thủ thành rất ít, Gia Cát Lượng dùng kế mở toang cổng thành rồi ung dung gảy đàn, quả nhiên Tư Mã Ý nghi trong thành có quân Thục phục kích, bèn rút quân                                                 | Trong Trận Hán Trung, tướng Triệu Vân dùng "Không trại kế" gần tương tự (mở toang cổng trại khiến quân Tào Tháo nghi có phục binh bèn rút lui, sau đó Triệu Vân truy kích đánh bại quân Tào Tháo ở Hán Thủy) Về Gia Cát Lượng, đúng là ông đã có lần ngồi trước doanh trại quân Tào để chơi cờ, xung quanh chỉ có mấy tiểu đồng phục vụ để dụ quân Ngụy ra đánh, nhưng quân Ngụy sợ phục binh nên không dám ra (không phải là Gia Cát Lượng ngồi trong thành gảy đàn dọa quân Ngụy phải rút lui) "Không thành kế" thực sự (mở toang cổng thành dọa địch) là do tướng Tống áp dụng trong chiến tranh Lưu Tống-Bắc Ngụy thời Nam Bắc triều |
| 114    | Trương Bào là tướng tham chiến Bắc phạt, bị ngã ngựa đập đầu chết | Trương Bào chết yểu, không làm tướng Thục |
| 115    | Khổng Minh 6 lần ra Kỳ Sơn | Khổng Minh 5 lần đánh Ngụy, trong đó chỉ ra Kỳ Sơn lần thứ nhất và lần thứ tư |
| 116    | Tào Chân bất tài, làm đại tướng đối đầu với Gia Cát Lượng toàn thua, bị gửi thư chọc tức chết | Lần đầu đối địch, quân Ngụy đánh bại quân Thục ở Nhai Đình. Chân lại tiên liệu trước Gia Cát lần sau sẽ đến Trần Thương, nên sai Hác Chiêu đắp thành cố thủ thành công. Lần thứ 3, Tào Chân dẫn đại quân vào đánh Thục, gặp mưa lớn phải quay về, rồi bệnh mà chết. |
| 117    | Trong cuộc bắc phạt lần thứ 3, Quân Thục đang giành phần thắng thì thuộc hạ của Lý Nghiêm là Cẩu An phản bội, phao tin đồn nhảm khiến Gia Cát Lượng phải thu quân                                                                                               | Trần Thức đánh lấy được hai quận nhỏ của Tào Ngụy là Vũ Đô và Dương Bình, Gia Cát Lượng liền thu quân rồi báo tin thắng trận, được phục chức Thừa tướng. Cẩu An là nhân vật hư cấu |
| 118    | Khổng Minh tăng bếp lừa Tư Mã Ý | Mẹo của Ngu Hủ lừa quân Khương trước đó 70 năm |
| 119    | Tần Lãng vâng lệnh Tư Mã Ý đi cướp trại Thục, bị trúng kế mai phục của Gia Cát Lượng và tử trận | Tần Lãng là con nuôi Tào Tháo, thuở nhỏ sống sung sướng, lớn lên ngao du khắp nơi, năm 233 mới cầm quân đánh người Tiên Ti, thắng lợi. Năm 238 làm phụ chánh, rồi bị phế chức. Gia Cát Lượng chết trước Tần Lãng |
| 120    | Gia Cát Lượng chế ra "trâu gỗ", "ngựa máy" | Theo các nhà sử học thì "trâu gỗ", "ngựa máy" có thể chỉ là xe đẩy 1 bánh và xe kéo 2 hoặc 4 bánh chứ không phải robot huyền bí |
| 121    | Gia Cát Lượng làm phép "độn giáp" để gặt lúa, khiến Tư Mã Ý kinh ngạc | Không có thật |
| 122    | Gia Cát Lượng lừa được 3 cha con Tư Mã Ý vào hang Thượng Phương, phóng hỏa đốt, nhưng trời mưa (mưu sự tại nhân, thành sự tại thiên) | Sự kiện này không có thật |
| 123    | Gia Cát Lượng bệnh nặng, lập đàn làm phép dâng sao giải hạn, Ngụy Diên bước vào làm tắt đèn khiến Lượng bệnh nặng thêm rồi chết | Không có thật |
| 124    | Khương Duy, Dương Nghi dùng tượng gỗ Khổng Minh (mới qua đời) để đánh đuổi Tư Mã Ý | Khương Duy và Dương Nghi không vội phát tang Gia Cát, giả vờ quay lại đối đầu làm Tư Mã Ý phải rút lui |
| 125    | Khương Duy là truyền nhân của Gia Cát Lượng, nhiều lần đánh bại Quách Hoài, Đặng Ngải | Khương Duy dưới quyền Tưởng Uyển, Phí Y, sau khi 2 người kia mất mới được cầm quân, nhưng đánh với Quách, Đặng có thắng có thua |
| 126    | Hạ Hầu Bá bị tên bắn chết, Khương Duy thương tiếc | Hạ Hầu Bá không chết trận |
| 127    | Khương Duy bắn chết Quách Hoài | Quách Hoài chết già |
| 128    | Gia Cát Lượng hiện hồn khuyên Đặng Ngải khi diệt Thục đừng cướp bóc, giết hại người dân | Không có thật |
| 129    | Mã Mặc, tướng giữ thành Giang Du, đầu hàng quân Tào Ngụy, vợ của Mặc là Lý phu nhân tự thắt cổ chết để bày tỏ sự trung liệt với nhà Thục Hán | Lý phu nhân là nhân vật hư cấu |
| 130    | Lưu Thầm (con Lưu Thiện) tự sát, vợ là Thôi phu nhân tự tử theo chồng để bày tỏ tấm lòng trung liệt | Thôi phu nhân là nhân vật hư cấu. Bắc Địa Vương giết vợ con rồi tự sát trong Chiêu Liệt miếu |

## Thống kê
- Có nhiều sự kiện do La Quán Trung (chính xác hơn là các câu chuyện dân gian được La Quán Trung tập hợp để viết nên tác phẩm) hư cấu nên toàn bộ, phần lớn đề cao hơn chiến thắng hoặc giảm bớt thất bại cho các nhân vật phe Thục Hán (Gia Cát Lượng, Quan Vũ, Mã Siêu, Bàng Thống).
- Nếu không tính các sự kiện hư cấu hoàn toàn, chỉ xét các sự kiện tương tự được hư cấu thì phần lớn cũng gán công lao của nhân vật phe khác cho các nhân vật phe Thục Hán, thậm chí của các nhân vật lịch sử trước và sau đó: 
  - 1 sự kiện liên quan tới Quan Vũ (chém Hoa Hùng của Tôn Kiên)
  - 4 sự kiện liên quan tới Gia Cát Lượng (thiêu gò Bác Vọng và bắt Trương Nhiệm của Lưu Bị, "tăng bếp" của Ngu Hủ thời trước, "không thành kế" của Tiêu Thừa Chi thời sau)
  - 1 sự kiện liên quan tới Tào Tháo (hiệu triệu chư hầu là Kiều Mạo)
  - 3 sự kiện "hoán công" giữa những người trong cùng phe Thục, tăng sự nhân từ của Lưu Bị và mưu trí của Gia Cát Lượng: Đánh Đốc bưu được gán cho Trương Phi, đốt Bác Vọng và bắt Trương Nhiệm gán cho Gia Cát Lượng.
- 6 sự kiện đảo trật tự thời gian: giết Sái Dương (sau trận Quan Độ thành trước trận Quan Độ), thiêu Bác Vọng (trước khi gặp Gia Cát thành sau khi có Gia Cát), mượn phú Đài Đồng Tước (sau trận Xích Bích thành trong trận Xích Bích), gặp Tưởng Cán (sau trận Xích Bích thành trong trận Xích Bích), cái chết của Mã Đằng (sau trận Đồng Quan thành trước trận Đồng Quan), Vương Lãng thuyết Gia Cát Lượng (thời Tào Phi thành thời Tào Tuấn)